# Liste der Monuments historiques in Larzicourt
Die Liste der Monuments historiques in Larzicourt führt die Monuments historiques in der französischen Gemeinde Larzicourt auf.

## Liste der Immobilien
| Bezeichnung       | Beschreibung           | Standort            | Kennzeichnung | Schutzstatus | Datum | Bild           |
| ----------------- | ---------------------- | ------------------- | ------------- | ------------ | ----- | -------------- |
| Kirche St-Georges | ab dem 12. Jahrhundert | Place Gaudet (Lage) | PA00078730    | Classé       | 1989  | weitere Bilder |

## Liste der Objekte
| Bezeichnung                         | Beschreibung                             | Standort                        | Kennzeichnung | Schutzstatus | Datum | Bild |
| ----------------------------------- | ---------------------------------------- | ------------------------------- | ------------- | ------------ | ----- | ---- |
| Skulptur Heiliger Nikolaus          | Holz, farbig gefasst, 16. Jahrhundert    | in der Kirche St-Georges (Lage) | PM51000506    | Classé       | 1911  |      |
| Konsoltisch                         | Holz, vergoldet, Marmor, 18. Jahrhundert | in der Kirche St-Georges (Lage) | PM51000508    | Classé       | 1979  |      |
| Relief Vision des heiligen Hubertus | Stein, 16. Jahrhundert                   | in der Kirche St-Georges (Lage) | PM51000507    | Classé       | 1911  |      |